# Lista de vitórias de Sebastian Vettel em corridas da Fórmula 1

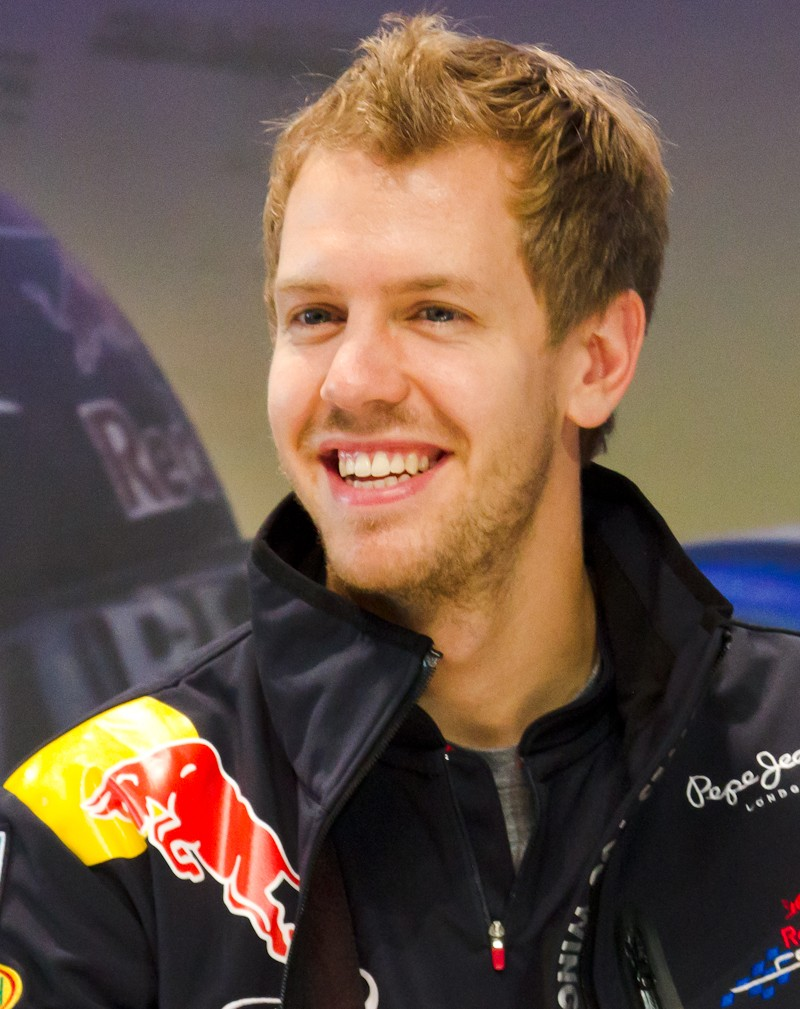
Sebastian Vettel na Galeria da Sede Global da Nissan, em Yokohama, 2011.

Esta é uma lista de vitórias de Sebastian Vettel em corridas da Fórmula 1. Sebastian Vettel é um piloto alemão que venceu quatro Campeonatos Mundiais de Fórmula 1. Ele entrou na Fórmula 1 em 2007 com a BMW Sauber, no lugar do lesionado Robert Kubica no Grande Prêmio dos Estados Unidos, terminando em oitavo e se tornando o piloto mais jovem a marcar um ponto no campeonato mundial de Fórmula 1 até então. No meio da temporada, Vettel juntou-se à Toro Rosso pelo resto do ano de 2008. Vettel mudou-se para a equipe Red Bull Racing em 2009 e ganhou seu primeiro campeonato mundial em 2010, uma temporada que o tornou o mais jovem vencedor do título mundial. Vettel conquistou quatro títulos consecutivos com a Red Bull, de 2010 a 2013, o que o tornou o piloto mais jovem a vencer dois, três e quatro campeonatos mundiais. Depois de um ano malsucedido em 2014, em que não registrou uma única vitória, Vettel ativou uma cláusula em seu contrato permitindo que ele deixasse a Red Bull. Ele mudou-se para a Scuderia Ferrari em 2015, duas vezes terminando como vice-campeão para Lewis Hamilton da Mercedes-AMG Petronas, em 2017 e 2018.

## Vitórias
Legenda:

Sebastian Vettel tem 53 vitórias em Grandes Prêmios com Toro Rosso, Red Bull e Ferrari, desde que entrou na Fórmula 1 em 2007.

- N.º – Número da vitória; por exemplo, "1" significa a primeira vitória de Vettel.
- Corrida – Número da corrida; por exemplo, "1" significa a primeira corrida da carreira de Vettel.
- Posição de largada – A posição de largada em que Vettel iniciou a corrida.
- Margem – Margem de vitória, fornecida no formato de minutos:segundos.milissegundos
- Temporada em que Vettel venceu o campeonato de pilotos.

| N.º | Corrida | Data                   | Temporada | Grande Prêmio  | Circuito                         | Posição de largada | Margem | Equipe     | Motor   | Chassis | Ref.   |
| --- | ------- | ---------------------- | --------- | -------------- | -------------------------------- | ------------------ | ------ | ---------- | ------- | ------- | ------ |
| 1   | 29      | 14 de setembro de 2008 | 2008      | Itália         | Autódromo Nacional de Monza      | 1                  | 12.512 | Toro Rosso | Ferrari | STR3    | [ 7 ]  |
| 2   | 36      | 19 de abril de 2009    | 2009      | China          | Circuito Internacional de Xangai | 1                  | 10.970 | Red Bull   | Renault | RB5     | [ 8 ]  |
| 3   | 41      | 21 de junho de 2009    | 2009      | Grã-Bretanha   | Circuito de Silverstone          | 1                  | 15.188 | Red Bull   | Renault | RB5     | [ 9 ]  |
| 4   | 48      | 4 de outubro de 2009   | 2009      | Japão          | Circuito de Suzuka               | 1                  | 4.877  | Red Bull   | Renault | RB5     | [ 10 ] |
| 5   | 50      | 1 de novembro de 2009  | 2009      | Abu Dhabi      | Circuito de Yas Marina           | 2                  | 17.857 | Red Bull   | Renault | RB5     | [ 11 ] |
| 6   | 53      | 4 de abril de 2010     | 2010      | Malásia        | Circuito Internacional de Sepang | 3                  | 4.849  | Red Bull   | Renault | RB6     | [ 12 ] |
| 7   | 59      | 27 de junho de 2010    | 2010      | Europa         | Circuito Urbano de Valência      | 1                  | 5.042  | Red Bull   | Renault | RB6     | [ 13 ] |
| 8   | 66      | 10 de outubro de 2010  | 2010      | Japão          | Circuito de Suzuka               | 1                  | 0.905  | Red Bull   | Renault | RB6     | [ 14 ] |
| 9   | 68      | 7 de novembro de 2010  | 2010      | Brasil         | Autódromo de Interlagos          | 2                  | 4.243  | Red Bull   | Renault | RB6     | [ 15 ] |
| 10  | 69      | 14 de novembro de 2010 | 2010      | Abu Dhabi      | Circuito de Yas Marina           | 1                  | 10.162 | Red Bull   | Renault | RB6     | [ 16 ] |
| 11  | 70      | 27 de março de 2011    | 2011      | Austrália      | Circuito de Albert Park          | 1                  | 22.297 | Red Bull   | Renault | RB7     | [ 17 ] |
| 12  | 71      | 10 de abril de 2011    | 2011      | Malásia        | Circuito Internacional de Sepang | 1                  | 3.261  | Red Bull   | Renault | RB7     | [ 18 ] |
| 13  | 73      | 8 de maio de 2011      | 2011      | Turquia        | Istanbul Park                    | 1                  | 8.807  | Red Bull   | Renault | RB7     | [ 19 ] |
| 14  | 74      | 22 de maio de 2011     | 2011      | Espanha        | Circuito de Barcelona-Catalunha  | 2                  | 0.603  | Red Bull   | Renault | RB7     | [ 20 ] |
| 15  | 75      | 29 de maio de 2011     | 2011      | Mônaco         | Circuito de Mônaco               | 1                  | 1.138  | Red Bull   | Renault | RB7     | [ 21 ] |
| 16  | 77      | 26 de junho de 2011    | 2011      | Europa         | Circuito Urbano de Valência      | 1                  | 10.891 | Red Bull   | Renault | RB7     | [ 22 ] |
| 17  | 81      | 28 de agosto de 2011   | 2011      | Bélgica        | Circuito de Spa-Francorchamps    | 1                  | 3.741  | Red Bull   | Renault | RB7     | [ 23 ] |
| 18  | 82      | 11 de setembro de 2011 | 2011      | Itália         | Autódromo Nacional de Monza      | 1                  | 9.590  | Red Bull   | Renault | RB7     | [ 24 ] |
| 19  | 83      | 25 de setembro de 2011 | 2011      | Singapura      | Circuito Urbano de Marina Bay    | 1                  | 1.737  | Red Bull   | Renault | RB7     | [ 25 ] |
| 20  | 85      | 16 de outubro de 2011  | 2011      | Coreia do Sul  | Circuito Internacional da Coreia | 2                  | 12.019 | Red Bull   | Renault | RB7     | [ 26 ] |
| 21  | 86      | 30 de outubro de 2011  | 2011      | Índia          | Circuito Internacional de Buddh  | 1                  | 8.433  | Red Bull   | Renault | RB7     | [ 27 ] |
| 22  | 92      | 22 de abril de 2012    | 2012      | Barém          | Circuito Internacional do Barém  | 1                  | 3.333  | Red Bull   | Renault | RB8     | [ 28 ] |
| 23  | 102     | 23 de setembro de 2012 | 2012      | Singapura      | Circuito Urbano de Marina Bay    | 3                  | 8.959  | Red Bull   | Renault | RB8     | [ 29 ] |
| 24  | 103     | 7 de outubro de 2012   | 2012      | Japão          | Circuito de Suzuka               | 1                  | 20.639 | Red Bull   | Renault | RB8     | [ 30 ] |
| 25  | 104     | 14 de outubro de 2012  | 2012      | Coreia do Sul  | Circuito Internacional da Coreia | 2                  | 8.231  | Red Bull   | Renault | RB8     | [ 31 ] |
| 26  | 105     | 28 de outubro de 2012  | 2012      | Índia          | Circuito Internacional de Buddh  | 1                  | 9.437  | Red Bull   | Renault | RB8     | [ 32 ] |
| 27  | 110     | 24 de março de 2013    | 2013      | Malásia        | Circuito Internacional de Sepang | 1                  | 4.298  | Red Bull   | Renault | RB9     | [ 33 ] |
| 28  | 112     | 21 de abril de 2013    | 2013      | Barém          | Circuito Internacional do Barém  | 2                  | 9.111  | Red Bull   | Renault | RB9     | [ 34 ] |
| 29  | 115     | 9 de juhno de 2013     | 2013      | Canadá         | Circuito Gilles Villeneuve       | 1                  | 14.408 | Red Bull   | Renault | RB9     | [ 35 ] |
| 30  | 117     | 7 de julho de 2013     | 2013      | Alemanha       | Nürburgring                      | 2                  | 1.008  | Red Bull   | Renault | RB9     | [ 36 ] |
| 31  | 119     | 25 de agosto de 2013   | 2013      | Bélgica        | Circuito de Spa-Francorchamps    | 2                  | 16.869 | Red Bull   | Renault | RB9     | [ 37 ] |
| 32  | 120     | 8 de setembro de 2013  | 2013      | Itália         | Autódromo Nacional de Monza      | 1                  | 5.467  | Red Bull   | Renault | RB9     | [ 38 ] |
| 33  | 121     | 22 de setembro de 2013 | 2013      | Singapura      | Circuito Urbano de Marina Bay    | 1                  | 32.627 | Red Bull   | Renault | RB9     | [ 39 ] |
| 34  | 122     | 6 de outubro de 2013   | 2013      | Coreia do Sul  | Circuito Internacional da Coreia | 1                  | 4.224  | Red Bull   | Renault | RB9     | [ 40 ] |
| 35  | 123     | 13 de outubro de 2013  | 2013      | Japão          | Circuito de Suzuka               | 2                  | 7.129  | Red Bull   | Renault | RB9     | [ 41 ] |
| 36  | 124     | 27 de outubro de 2013  | 2013      | Índia          | Circuito Internacional de Buddh  | 1                  | 29.823 | Red Bull   | Renault | RB9     | [ 42 ] |
| 37  | 125     | 3 de novembro de 2013  | 2013      | Abu Dhabi      | Circuito de Yas Marina           | 2                  | 30.829 | Red Bull   | Renault | RB9     | [ 43 ] |
| 38  | 126     | 17 de novembro de 2013 | 2013      | Estados Unidos | Circuito das Américas            | 1                  | 6.284  | Red Bull   | Renault | RB9     | [ 44 ] |
| 39  | 127     | 24 de novembro de 2013 | 2013      | Brasil         | Autódromo de Interlagos          | 1                  | 10.452 | Red Bull   | Renault | RB9     | [ 45 ] |
| 40  | 148     | 29 de março de 2015    | 2015      | Malásia        | Circuito Internacional de Sepang | 2                  | 8.569  | Ferrari    | Ferrari | SF15-T  | [ 46 ] |
| 41  | 156     | 26 de julho de 2015    | 2015      | Hungria        | Hungaroring                      | 3                  | 15.748 | Ferrari    | Ferrari | SF15-T  | [ 47 ] |
| 42  | 159     | 20 de setembro de 2015 | 2015      | Singapura      | Circuito Urbano de Marina Bay    | 1                  | 1.478  | Ferrari    | Ferrari | SF15-T  | [ 48 ] |
| 43  | 187     | 26 de março de 2017    | 2017      | Austrália      | Circuito de Albert Park          | 2                  | 9.975  | Ferrari    | Ferrari | SF70-H  | [ 49 ] |
| 44  | 189     | 16 de abril de 2017    | 2017      | Barém          | Circuito Internacional do Barém  | 3                  | 6.660  | Ferrari    | Ferrari | SF70-H  | [ 50 ] |
| 45  | 192     | 28 de maio de 2017     | 2017      | Mônaco         | Circuito de Mônaco               | 2                  | 3.145  | Ferrari    | Ferrari | SF70-H  | [ 51 ] |
| 46  | 197     | 30 de julho de 2017    | 2017      | Hungria        | Hungaroring                      | 1                  | 0.908  | Ferrari    | Ferrari | SF70-H  | [ 52 ] |
| 47  | 205     | 12 de novembro de 2017 | 2017      | Brasil         | Autódromo de Interlagos          | 2                  | 2.762  | Ferrari    | Ferrari | SF70-H  | [ 53 ] |
| 48  | 207     | 25 de março de 2018    | 2018      | Austrália      | Circuito de Albert Park          | 3                  | 5.036  | Ferrari    | Ferrari | SF71H   | [ 54 ] |
| 49  | 208     | 8 de abril de 2018     | 2018      | Barém          | Circuito Internacional do Barém  | 1                  | 0.699  | Ferrari    | Ferrari | SF71H   | [ 55 ] |
| 50  | 213     | 10 de junho de 2018    | 2018      | Canadá         | Circuito Gilles Villeneuve       | 1                  | 7.376  | Ferrari    | Ferrari | SF71H   | [ 56 ] |
| 51  | 216     | 8 de julho de 2018     | 2018      | Grã-Bretanha   | Circuito de Silverstone          | 2                  | 2.264  | Ferrari    | Ferrari | SF71H   | [ 57 ] |
| 52  | 219     | 26 de agosto de 2018   | 2018      | Bélgica        | Circuito de Spa-Francorchamps    | 2                  | 11.061 | Ferrari    | Ferrari | SF71H   | [ 58 ] |
| 53  | 242     | 22 de setembro de 2019 | 2019      | Singapura      | Circuito Urbano de Marina Bay    | 3                  | 2.641  | Ferrari    | Ferrari | SF90    | [ 59 ] |

### Número de vitórias em diferentes Grandes Prêmios

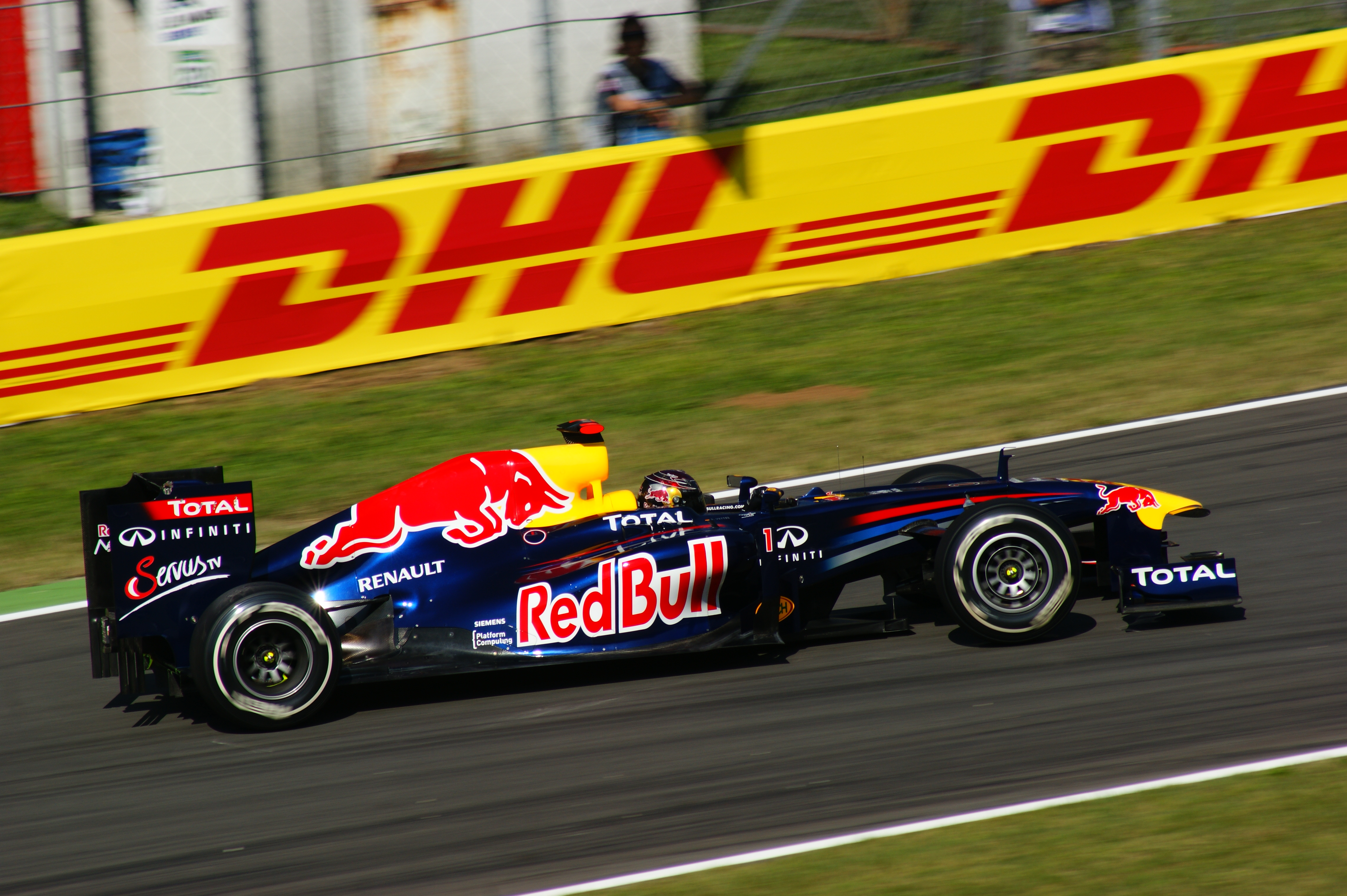
Vettel durante o Grande Prêmio da Itália de 2011, no Autódromo Nacional de Monza.

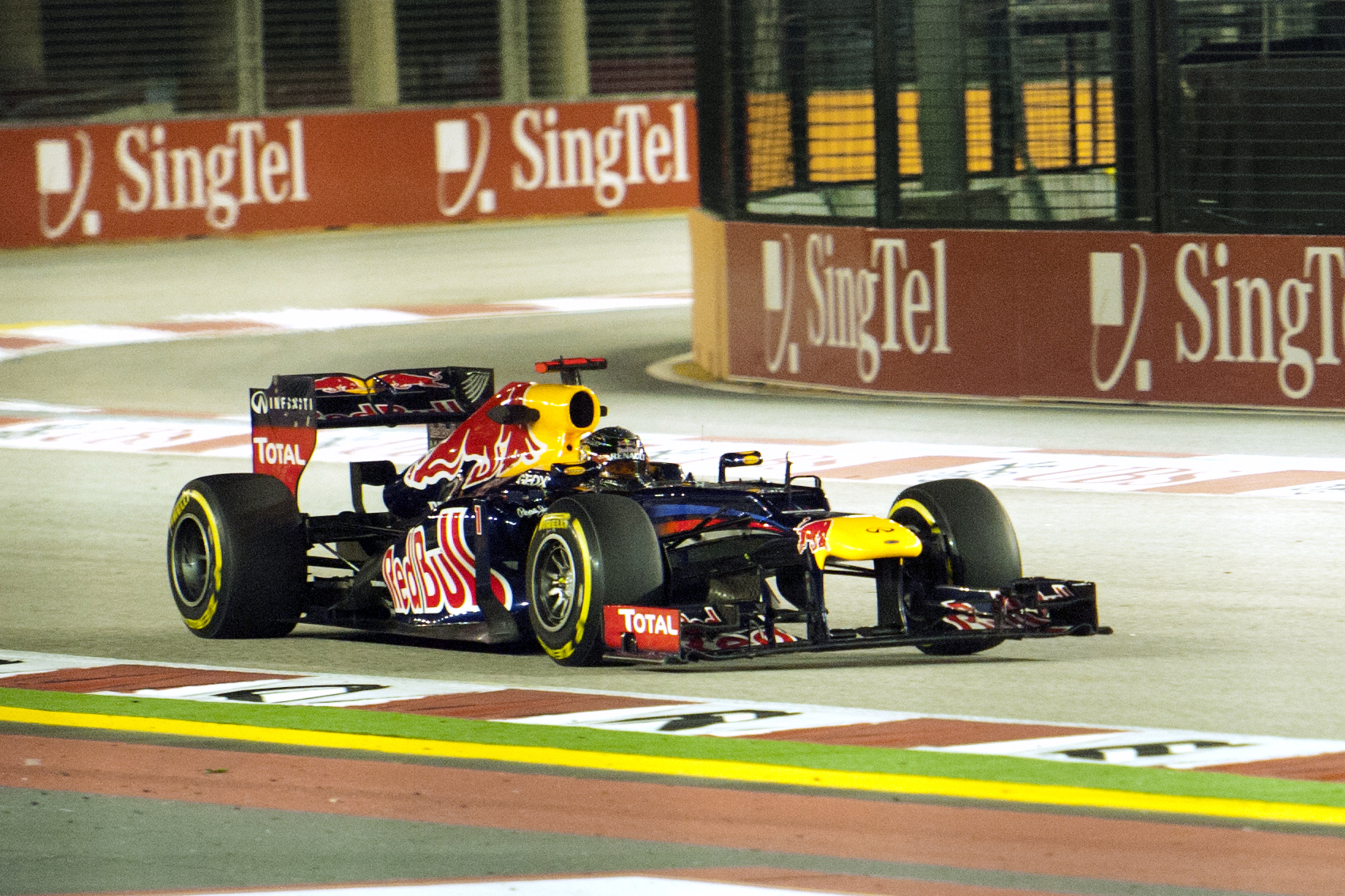
Vettel no Grande Prêmio de Singapura de 2012, no Circuito Urbano de Marina Bay, onde possui seu maior número de vitórias.

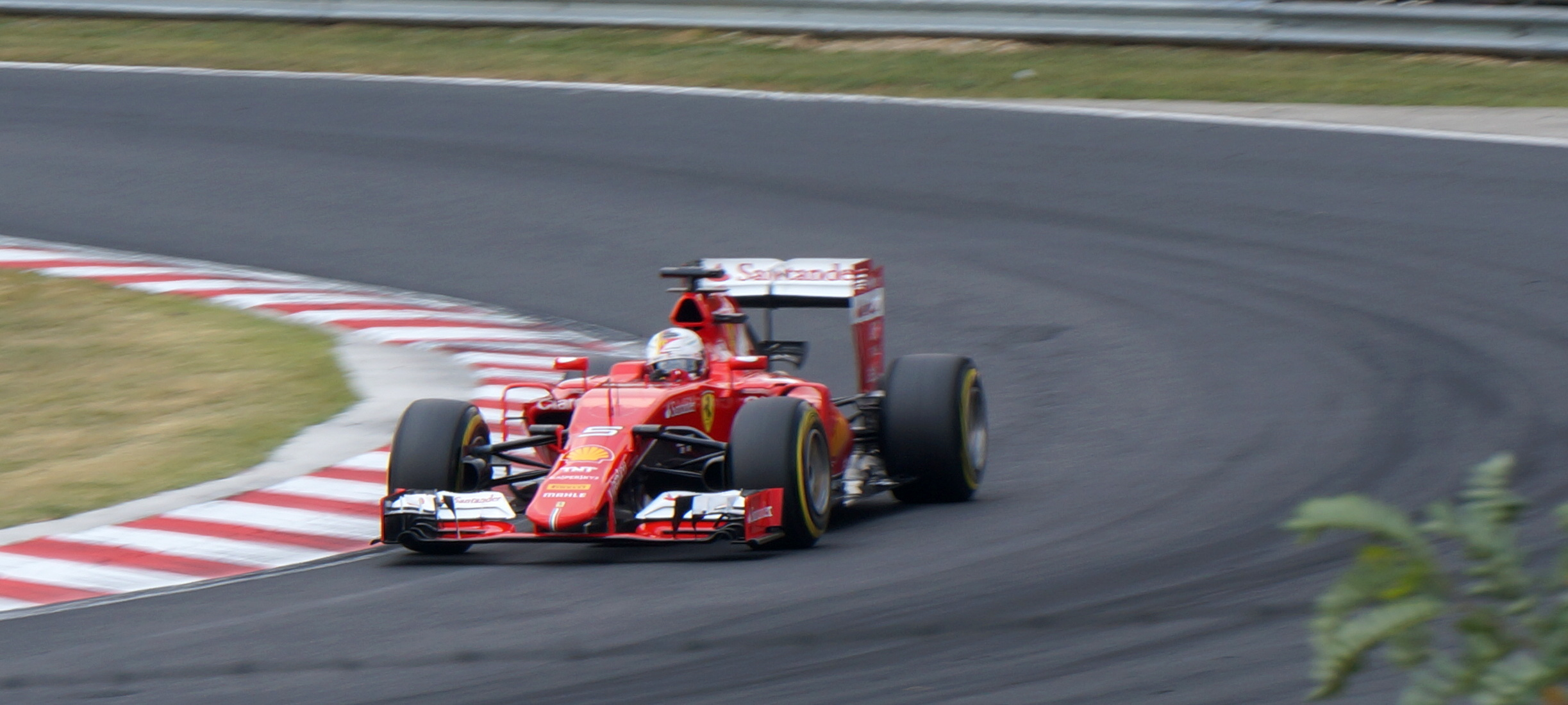
Vettel a caminho de sua vitória no Grande Prêmio da Hungria de 2015, onde igualou as 41 vitórias de Ayrton Senna.

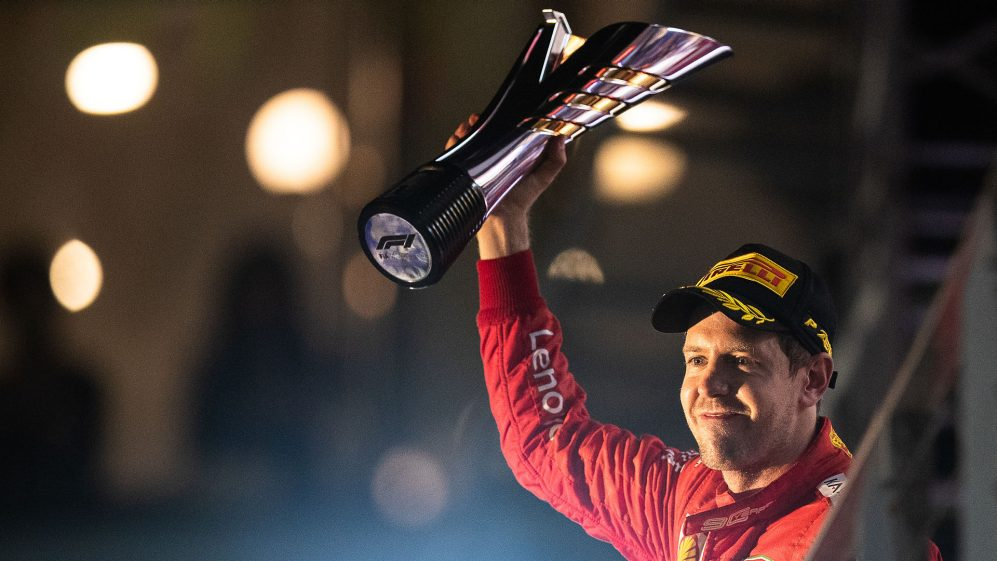
Vettel no pódio de sua última vitória na Fórmula 1, no Grande Prêmio de Singapura de 2019.

Vettel venceu 21 dos 39 Grandes Prêmios em que participou. O Grande Prêmio do 70.º Aniversário, Grande Prêmio da Áustria, Grande Prêmio do Azerbaijão, Grande Prêmio da Holanda, Grande Prêmio da Emília-Romanha, Grande Prêmio de Eifel de 2020, Grande Prêmio da França, Grande Prêmio do México, Grande Prêmio da Cidade do México, Grande Prêmio de Miami, Grande Prêmio de Portugal, Grande Prêmio do Catar, Grande Prêmio da Rússia, Grande Prêmio de Sakhir, Grande Prêmio da Arábia Saudita, Grande Prêmio da Estíria e o Grande Prêmio da Toscana são os eventos em que ele participou e não venceu.
| N.º | Grande Prêmio                    | Anos vencidos                | Vitórias |
| --- | -------------------------------- | ---------------------------- | -------- |
| 1   | Grande Prêmio de Singapura       | 2011, 2012, 2013, 2015, 2019 | 5        |
| 2   | Grande Prêmio do Japão           | 2009, 2010, 2012, 2013       | 4        |
| 3   | Grande Prêmio da Malásia         | 2010, 2011, 2013, 2015       | 4        |
| 4   | Grande Prêmio do Barém           | 2012, 2013, 2017, 2018       | 4        |
| 5   | Grande Prêmio da Itália          | 2008, 2011, 2013             | 3        |
| 6   | Grande Prêmio de Abu Dhabi       | 2009, 2010, 2013             | 3        |
| 7   | Grande Prêmio do Brasil          | 2010, 2013, 2017             | 3        |
| 8   | Grande Prêmio da Coreia do Sul   | 2011, 2012, 2013             | 3        |
| 9   | Grande Prêmio da Índia           | 2011, 2012, 2013             | 3        |
| 10  | Grande Prêmio da Bélgica         | 2011, 2013, 2018             | 3        |
| 11  | Grande Prêmio da Austrália       | 2011, 2017, 2018             | 3        |
| 12  | Grande Prêmio da Grã-Bretanha    | 2009, 2018                   | 2        |
| 13  | Grande Prêmio da Europa          | 2010, 2011                   | 2        |
| 14  | Grande Prêmio de Mônaco          | 2011, 2017                   | 2        |
| 15  | Grande Prêmio do Canadá          | 2013, 2018                   | 2        |
| 16  | Grande Prêmio da Hungria         | 2015, 2017                   | 2        |
| 17  | Grande Prêmio da China           | 2009                         | 1        |
| 18  | Grande Prêmio da Turquia         | 2011                         | 1        |
| 19  | Grande Prêmio da Espanha         | 2011                         | 1        |
| 20  | Grande Prêmio da Alemanha        | 2013                         | 1        |
| 21  | Grande Prêmio dos Estados Unidos | 2013                         | 1        |

### Número de vitórias em diferentes circuitos
Vettel venceu em 21 das 37 pistas diferentes em que competiu. Autódromo Internacional do Algarve, Autódromo Hermanos Rodríguez, Circuito Urbano de Bacu, Circuito de Nevers Magny-Cours, Circuito Paul Ricard, Circuito de Zandvoort, Hockenheimring, Fuji Speedway, Circuito de Ímola, Indianapolis Motor Speedway, Circuito Corniche de Gidá, Circuito Internacional de Lusail, Autódromo Internacional de Miami,  Circuito de Mugello, Red Bull Ring e o Autódromo de Sóchi são os circuitos que ele pilotou e não venceu.
| N.º | Circuito                         | Anos vencidos                | Vitórias |
| --- | -------------------------------- | ---------------------------- | -------- |
| 1   | Circuito Urbano de Marina Bay    | 2011, 2012, 2013, 2015, 2019 | 5        |
| 2   | Circuito de Suzuka               | 2009, 2010, 2012, 2013       | 4        |
| 3   | Circuito Internacional de Sepang | 2010, 2011, 2013, 2015       | 4        |
| 4   | Circuito Internacional do Barém  | 2012, 2013, 2017, 2018       | 4        |
| 5   | Autódromo Nacional de Monza      | 2008, 2011, 2013             | 3        |
| 6   | Circuito de Yas Marina           | 2009, 2010, 2013             | 3        |
| 7   | Autódromo de Interlagos          | 2010, 2013, 2017             | 3        |
| 8   | Circuito Internacional da Coreia | 2011, 2012, 2013             | 3        |
| 9   | Circuito Internacional de Buddh  | 2011, 2012, 2013             | 3        |
| 10  | Circuito de Spa-Francorchamps    | 2011, 2013, 2018             | 3        |
| 11  | Circuito de Albert Park          | 2011, 2017, 2018             | 3        |
| 12  | Circuito de Silverstone          | 2009, 2018                   | 2        |
| 13  | Circuito Urbano de Valência      | 2010, 2011                   | 2        |
| 14  | Circuito de Mônaco               | 2011, 2017                   | 2        |
| 15  | Circuito Gilles Villeneuve       | 2013, 2018                   | 2        |
| 16  | Hungaroring                      | 2015, 2017                   | 2        |
| 17  | Circuito Internacional de Xangai | 2009                         | 1        |
| 18  | Istanbul Park                    | 2011                         | 1        |
| 19  | Circuito de Barcelona-Catalunha  | 2011                         | 1        |
| 20  | Nürburgring                      | 2013                         | 1        |
| 21  | Circuito das Américas            | 2013                         | 1        |